# Idaea nanata
Idaea nanata är en fjärilsart som beskrevs av W. Warren 1897. Idaea nanata ingår i släktet Idaea och familjen mätare. Inga underarter finns listade i Catalogue of Life.